# 906년

## 연호
- 당(唐) 천우(天祐) 3년
- 후백제(後百濟) 정개(政開) 7년
- 태봉(泰封) 성책(武泰) 2년
- 일본(日本) 엔기(延喜) 6년

## 기년
- 당(唐) 애종(哀宗) 3년
- 신라(新羅) 효공왕(孝恭王) 10년
- 후백제(後百濟) 견훤(甄萱) 15년
- 발해(渤海) 대위해(大瑋瑎) 13년 / 대인선(大諲譔) 원년
- 태봉(泰封) 궁예(弓裔) 12년

## 사건
- 발해,  대위해 명왕(명왕)가 세상을 떠나자 대인선이 애왕으로 왕의 자리에 오름.

## 사망
- 발해 14대 왕 명왕 대위해